# باشو (أسطورة)
الإلهة باشو (بالإنجليزية: Bachue/ وبلغة شيبشي يعني اسمها: «الإلهة ذات الصدر العاري»)، إنها الأم البدائية والربة الخالقة عند شعب شيبشي في كولومبيا. بعد أن أكملت الخلق (بمضاجعة ابنها) تحولت كأفعى وعادت إلى البحيرات المقدسة، وهي أيضا ربة المزارع.
ووفقا لدين مويسكا (وهم شعب ما قبل كولوموبس) تعتبر باشو أم الإنسانية. خرجت من المياه في بحيرة إيغوا مع طفل رضيع بين ذراعيها، والذي أصبح، عندما بلغ، زوجها وملأ الأرض. عُبِدَت في معبد، في المنطقة التي الآن هي داخل بلدية تشيكويزا، والتي كانت تُعرف سابقًا باسم «سان بيدرو دي إيغواك».

## الأسطورة
تروي الأسطورة أنها بعد أن أنجزت هدف ولادة البشرية، أصبحت باشو وإله التقليد أو الببغاء، زوجها، ثعابين وعادوا إلى البحيرة المقدسة. ذكر المؤرخ الإسباني، بيدرو سيمون، تاريخ باشو في كتابه (Noticias Historiales) حيث كتب أن السكان الأصليين أطلقوا عليها أيضًا اسم (Furachogua: وبالشيبشية يعني: «المرأة الطيبة»)، وعبدوها باعتبارها واحدة من أهم الآلهة. يذكر سيمون أيضًا أن شعب مويسكا يعتقد أن باشو تعود أحيانًا من العالم السفلي لتوجيه شعبها.
وتحكي أسطورة شعب مويسكا أنه من بحيرة إيغوا (بوياكا، كولومبيا) ولدت طاقتان: مويان (الأنثى) وهي الطاقة الإيجابية، وموين (الذكر) وهي الطاقة السالبة (تشبهان الين واليانغ في التاوية)، من مويان ولدت «المرأة الطيبة»، وهو تمثيل لولادة جميع النساء. ومن موين ولد كوتشا (كو: سيد، تشا: ليلة) والذي يسمى الرجل الصغير، وهو تمثيل لولادة جميع الرجال. ويقال أنه رجل صغير لأن شعب مويسكا يعتقد أنَّ الرجل يولد غير ناضج مقارنة بالمرأة التي ولدت بحكمة خاصة تتعلق بالأرض الأم.
عندما بلغ الطفل وتزوجته باشو ذهب مسافرا عبر أراضي مويسكاس، وكل حمل كان يحدث يخرج عدة أطفال من 4 إلى 6. ويعتقد شعب مويسكا أن جميع الناس ليدهم سلف مشترك مع باشو. وعندما نما أطفالهم عادا إلى البحيرة المقدسة بعد أن تحولا إلى ثعبانين.

## معرض صور باشو

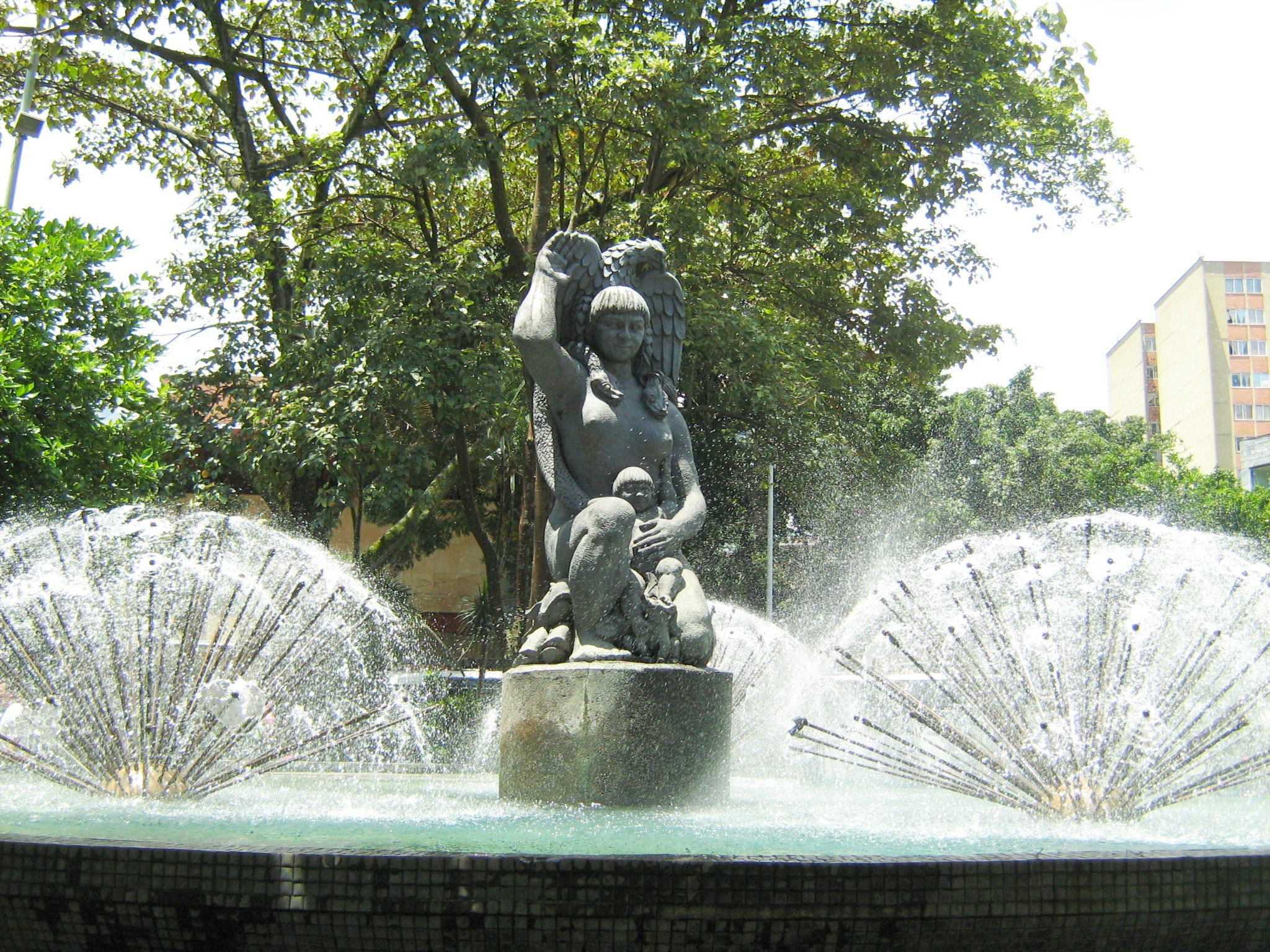
تمثال باشو في ميدلين
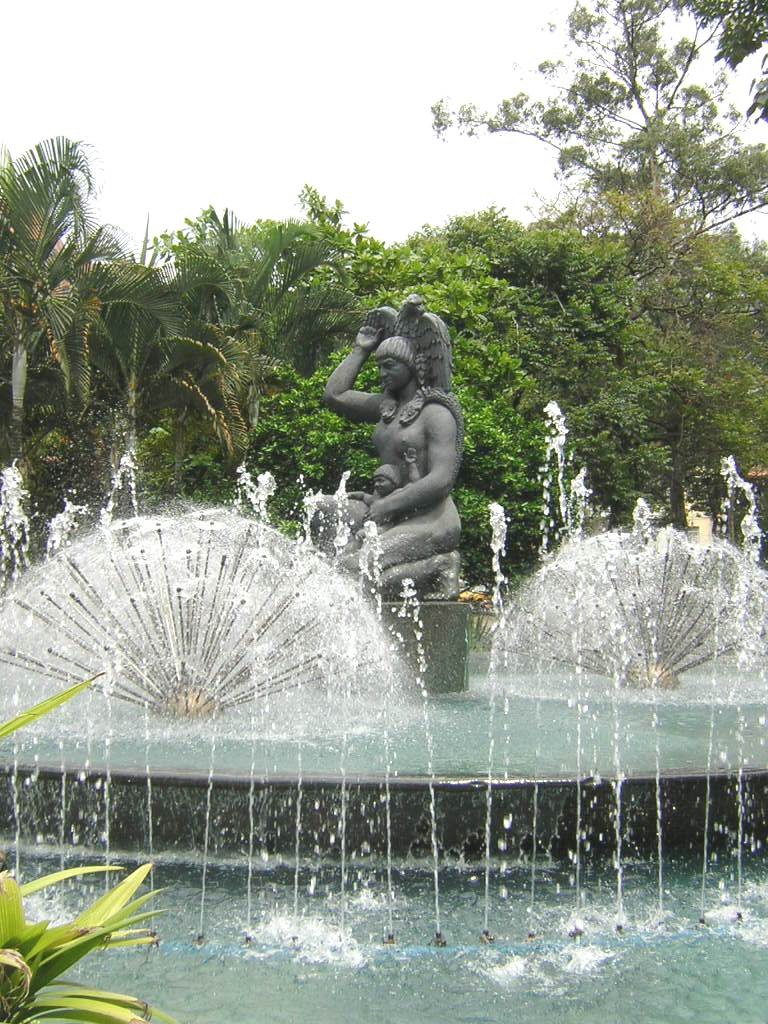
نصب تذكاري لأسطورة باشو من تأليف لويس هوراسيو بيتانكور ، وهو من ميدلين (كولومبيا).
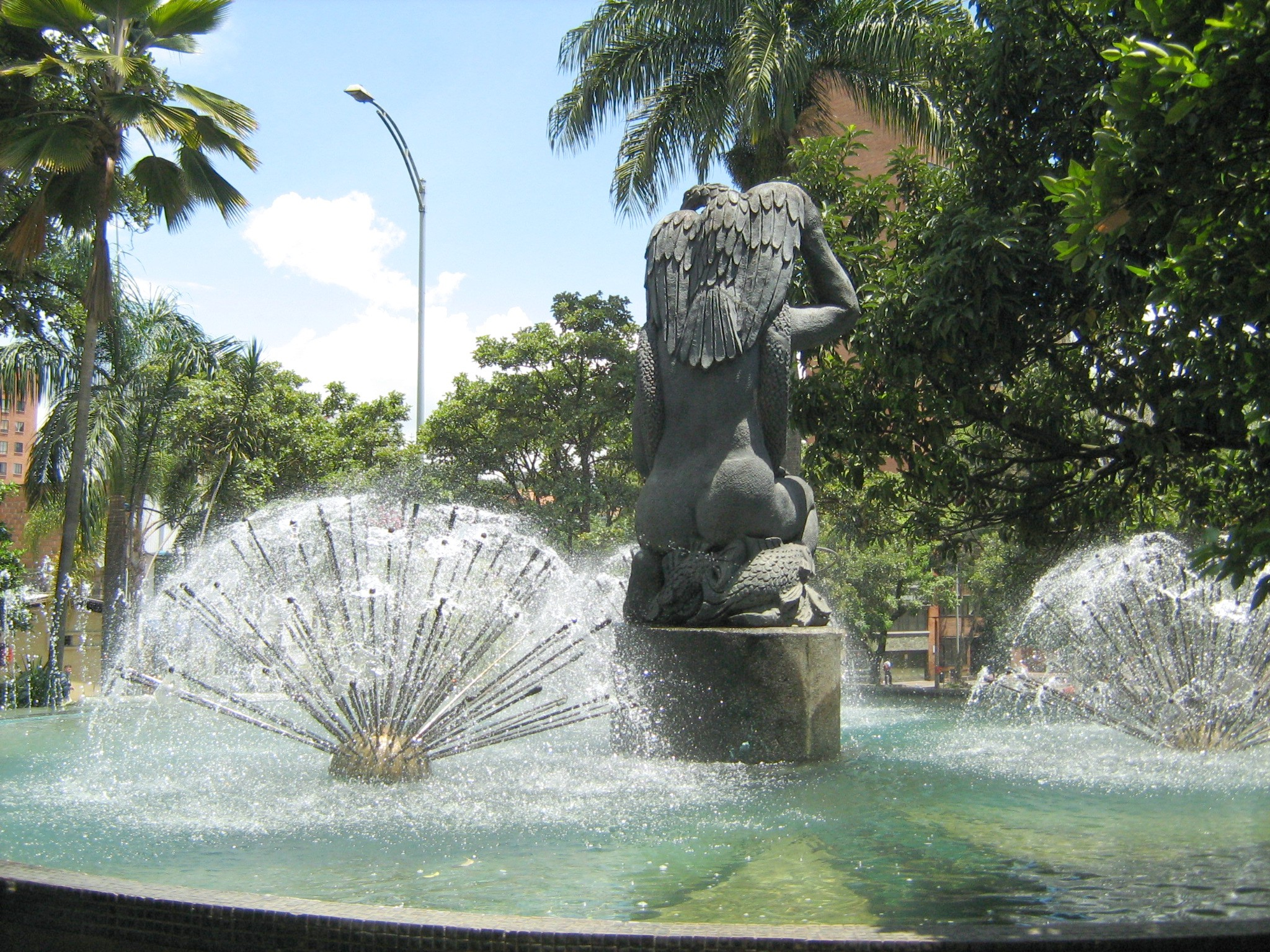
باشو، ميدلين